# HTC Espresso
HTC Espresso (на рынке представлен под названием T-Mobile myTouch 3G Slide) — смартфон компании HTC, работающий на операционной системе Android. Представлен T-Mobile USA 4 мая 2010 года. В продажу в США поступил 2 июня 2010 года. Продается только у оператора T-Mobile USA.

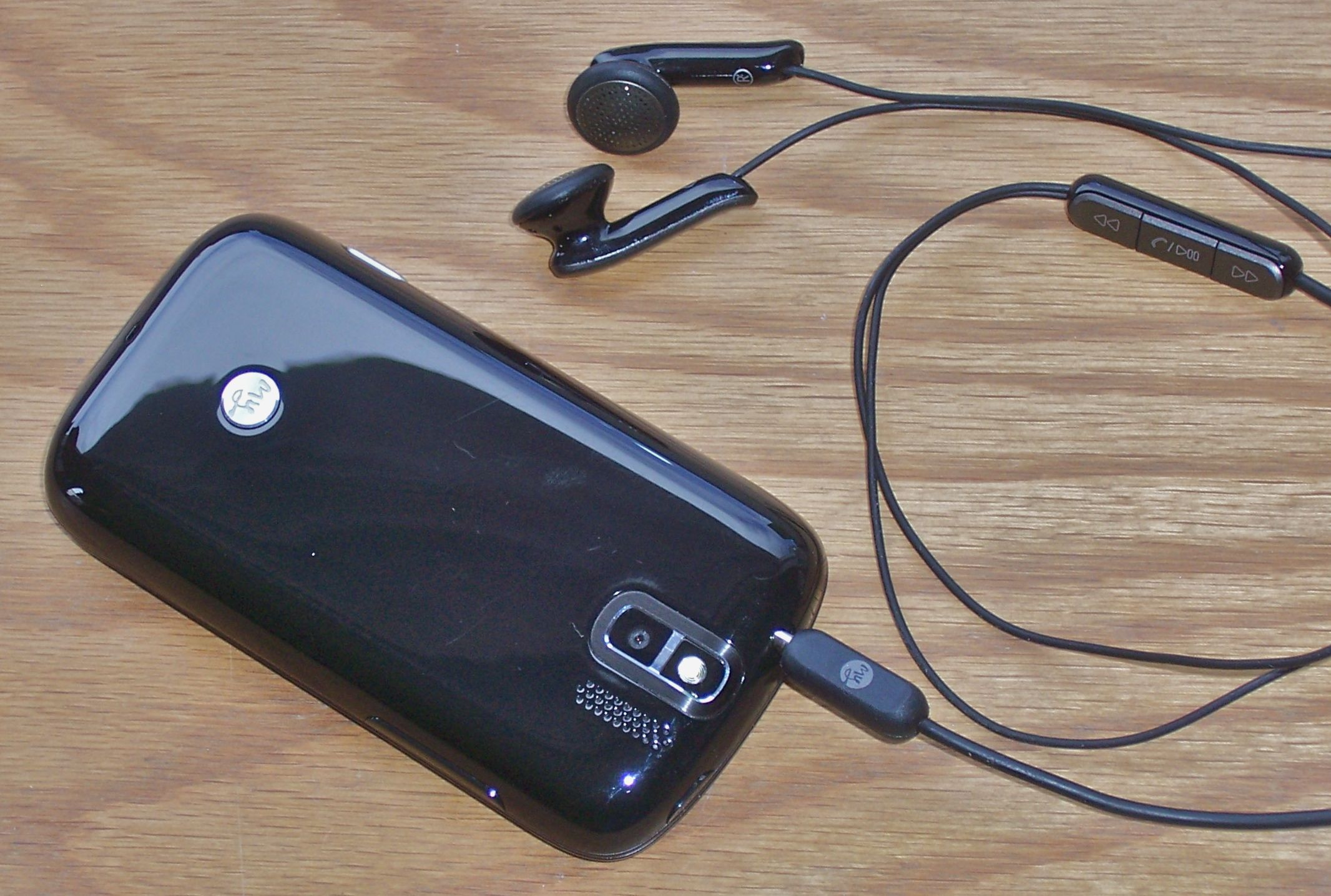
myTouch Slide 3G задняя панель с гарнитурой